# 鈴木創
鈴木 創（すずき はじめ、1971年〈昭和46年〉1月30日 - ）は、日本の声紋鑑定、音響分析の専門家。日本音響研究所所長。
2002年に「イヌ語を翻訳する機械 バウリンガル」でイグノーベル平和賞を受賞している。

## 経歴
東京都渋谷区富ヶ谷に生まれる。幼少期は神奈川県海老名市、横浜市、山梨県上野原市で過ごす。 元科学警察研究所技官で音響研究者であった父・鈴木松美のもとで、1980年代よりグリコ・森永事件、大韓航空機撃墜事件、日本航空123便墜落事故などの音声解析を手伝い 、音と犯罪捜査の関連性に触れる。
1989年、日本大学明誠高等学校卒業。1993年、日本大学文理学部応用物理学科卒業後 、日本音響研究所に入所。
1993年8月、甲府信金OL誘拐殺人事件において、初めてデジタル録音環境下での犯罪音声解析を担当。
その後、エンターテインメントと音響技術の融合を模索し、1994年には株式会社ミュージックインに出向。
2012年9月、日本音響研究所代表取締役に就任。

## 主な業績

### 活動全般
2001年、赤ちゃんが泣き止むと噂されていたタケモトピアノのCM音楽を依頼され、音響分析を実施。以降、赤ちゃんと音の関係に関する研究を継続。
2002年、株式会社タカラ（現タカラトミー）などと共に「ドリトルプロジェクト」を発足。9月、犬の感情を判別する音声解析玩具「バウリンガル」を開発。これによりイグノーベル平和賞 を受賞し、米『TIME』誌の「2002年の最も優れた発明」に選出される。2003年には、猫の感情を解析する「ミャウリンガル」を開発。
その後も、音を使った商品やメディア開発に多方面で関与。音による赤ちゃんのぐずり 泣き解消、音楽で成長するペット型玩具、涼感ミストと音のコラボ、畳スピーカーなど 多様な分野に展開。

### 音と育児
2007年、「赤ちゃんけろっとスイッチ」を開発。以降20年以上にわたり赤ちゃんのぐ ずり泣きに関する音の研究を継続。
2017年、「おやすみホームシアターぐっすりメロディ」を開発。音・音楽によって泣き 止むところからお休みまでの誘導を可能とした。
2024年2月、これらの研究成果をまとめた著書『赤ちゃんのぐずり泣きが止まる本～け ろっと泣き止む魔法のメソッド～』（講談社）を出版。

### 主な鑑定事件
- 大阪連続バラバラ殺人事件[2]
- 新宿歌舞伎町ビル火災[2]
- 警察庁長官狙撃事件[2]
- 甲府信金OL誘拐殺人事件[2]
- オウム真理教TBS 坂本弁護士VTR 検証[2]
- 国際テロリスト「ウサマ・ビンラディン」公開ビデオ分析[2]

### その他の活動
- 刑事ドラマ、映画等の監修：テレビドラマ『ガリレオ』『遺留捜査』『科捜研の女』『スマホを落としただけなのに 囚われの殺人鬼』などの監修を務める。
- NHK、民放各局、ラジオ、雑誌などメディア出演多数。
- 2020年より2024年まで2期4年、渋谷区軟式野球連盟少年部理事を務め、地域活動にも積極的。
- ペットにマイクロブタの「ぶぶ」を飼育。

## 主な出演番組・媒体（抜粋）

### テレビ
- NHK：『クローズアップ現代』『チコちゃんに叱られる!』『NHKスペシャル』 など
- 日本テレビ：『千鳥かまいたちアワー』『真相報道 バンキシャ!』『月曜から夜ふかし』 など
- TBS：『実録!犯罪列島』『News23』『日曜日の初耳学』 など
- フジテレビ：『世界の何だコレ!?ミステリー』『ホンマでっか!?TV』 など
- テレビ朝日：『報道ステーション』『ナニコレ珍百景』 など

### ラジオ
- エフエム東京:『THE TRAD』
- ベイエフエム：『AWAKE』
- J-WAVE：『HELLO WORLD』

など

### 雑誌
- 『AERA』『週刊文春』『美的』『MAQUIA』『NUMBER』『PEN』など掲載多数

## 主な著書
- 『赤ちゃんのぐずり泣きが止まる本～けろっと泣き止む魔法のメソッド～』 講談社 2024年